# Tulia (musikgrupp)

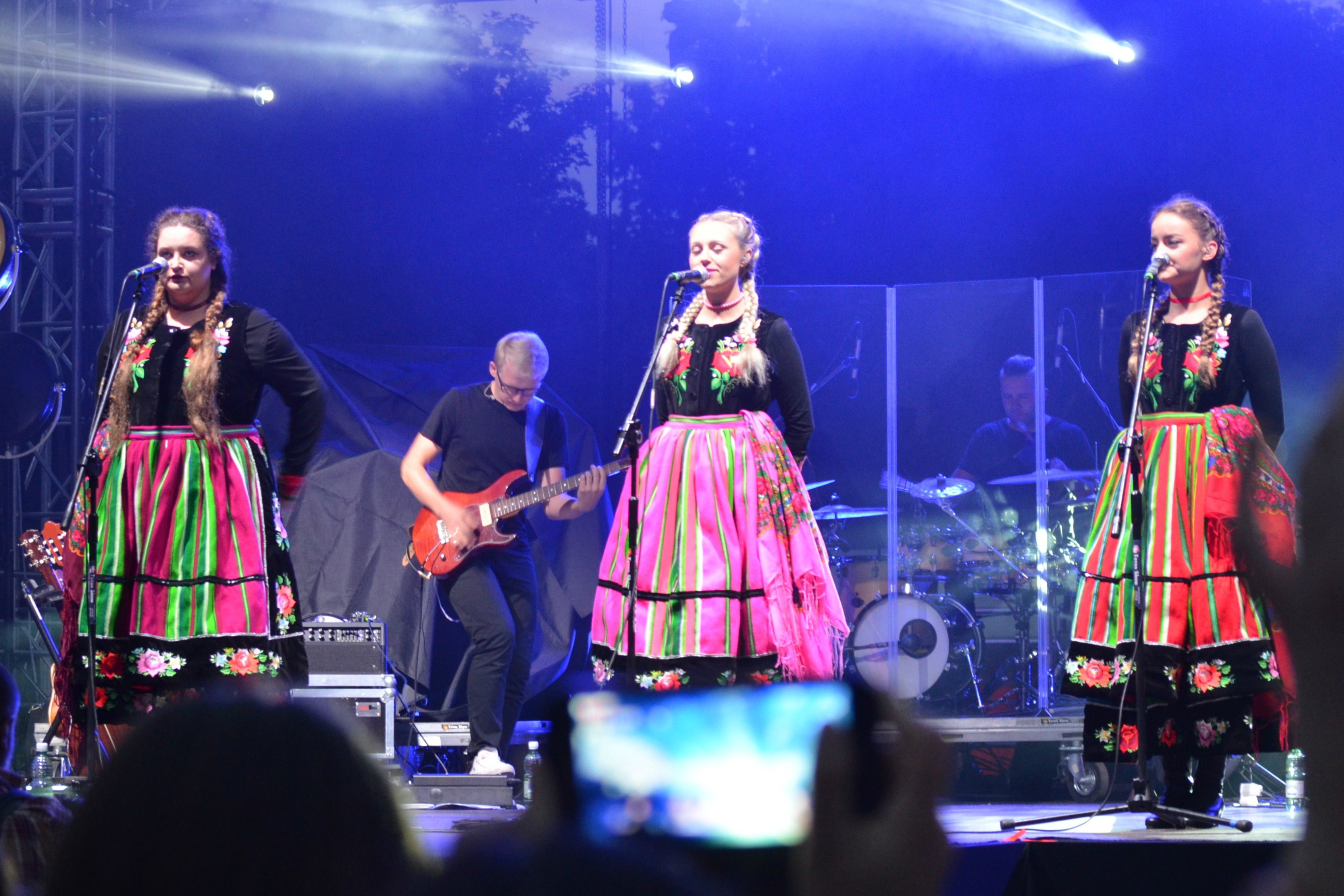
Tulia.

Tulia är en polsk musikgrupp bestående av medlemmarna Joanna Sinkiewicz, Dominika Siepka, Patrycja Nowicka och Tulia Biczak. Gruppen är från Szczecin i norra Polen. De fick stor uppmärksamhet i Polen år 2017 efter att ha lagt upp en cover av Depeche Modes låt "Enjoy the Silence" på YouTube. 
Den 15 februari 2019 bekräftades det att Tulia hade blivit utvalda av det polska TV-bolaget TVP att representera Polen i Eurovision Song Contest 2019. Gruppen misslyckades med att ta sig till finalen.